# Cycnium racemosum
Cycnium racemosum är en snyltrotsväxtart som beskrevs av George Bentham. Cycnium racemosum ingår i släktet Cycnium och familjen snyltrotsväxter. Inga underarter finns listade i Catalogue of Life.